# عبد الحميد خان
عبد الحميد خان (باللغة الأردية: عبد الحمید خان) ضابط كبير في الجيش الباكستاني، حيث عمل رئيسًا لأركان الجيش الباكستاني في عهد الرئيس يحيى خان وقاد الجيش خلال الحرب الهندية الباكستانية عام 1971.

## سيرته
ولد عبد الحميد خان في 29 أبريل 1917. درس في الأكاديمية العسكرية الهندية في دهرادون. وحصل على رتبة ملازم ثان في 15 يوليو 1939. وقُبِلَ في الجيش الهندي في 27 أغسطس 1940.
أثناء تقسيم الهند اختار القتال من أجل الجيش الباكستاني في عام 1947، ثم عُيِّن قائدًا للكتيبة الثالثة فوج بالوش من نوفمبر 1948 إلى ديسمبر 1949.
بعد فرض الأحكام العرفية من قبل يحيى خان في 25 مارس 1969 عُيّن الفريق حامد خان نائب مدير الأحكام العرفية في البلاد. خلال ذلك الوقت شغل لفترة وجيزة حقيبة وزارة الداخلية لمدة أربعة أشهر، ورُقَّي إلى رتبة جنرال في أغسطس 1969 وتم تعيينه رئيسًا لأركان الجيش أو بمعنى آخر القائد الفعلي للجيش.